# Calospila
Calospila is een geslacht van vlinders uit de familie van de prachtvlinders (Riodinidae), onderfamilie Riodininae.
Calospila werd in 1832 voor het eerst wetenschappelijk beschreven door Geyer.

## Soorten
Calospila omvat de volgende soorten:
- Calospila antonii Brévignon, 1995
- Calospila asteria (Stichel, 1911)
- Calospila byzeres (Hewitson, 1872)
- Calospila candace (Druce, H, 1904)
- Calospila cerealis (Hewitson, 1863)
- Calospila cilissa (Hewitson, 1863)
- Calospila cuprea (Butler, 1867)
- Calospila emylius (Cramer, 1775)
- Calospila fannia (Godman, 1903)
- Calospila gallardi Brévignon, 1995
- Calospila gyges (Stichel, 1911)
- Calospila hemileuca (Bates, H, 1868)
- Calospila idmon (Godman & Salvin, 1889)
- Calospila irene (Westwood, 1851)
- Calospila latona (Hewitson, 1853)
- Calospila lucetia (Hübner, 1821)
- Calospila lucianus (Fabricius, 1793)
- Calospila maeon (Godman, 1903)
- Calospila maeonoides (Godman, 1903)
- Calospila martialis (Felder, C & R. Felder, 1865)
- Calospila napoensis Hall, J & Harvey, 2004
- Calospila overali Jauffret, P & Sousa, 2006
- Calospila parthaon (Dalman, 1823)
- Calospila pelarge (Godman & Salvin, 1878)
- Calospila pirene (Godman, 1903)
- Calospila rhesa (Hewitson, 1858)
- Calospila rhodope (Hewitson, 1853)
- Calospila satyroides (Lathy, 1932)
- Calospila siaka (Hewitson, 1858)
- Calospila simplaris (Stichel, 1911)
- Calospila thara (Hewitson, 1858)
- Calospila urichi (May, 1972)
- Calospila zeanger (Stoll, 1790)